# Alípio de Tagaste
Alípio de Tagaste (em latim: Alypius) foi bispo da diocese de Tagaste (atualmente na Argélia) em 394. A ele é atribuída a construção do primeiro mosteiro na África.

## Vida e obras
Alípio nasceu numa família aristocrática e passou os primeiros anos de sua vida como magistrado em Roma. Ele também foi amigo a vida toda de Santo Agostinho e se juntou a ele em sua conversão ao cristianismo em 386. Quase tudo o que sabemos sobre ele vem da obra autobiográfica de Agostinho, Confissões.
Um evento geralmente citado, tirado das "Confissões", trata do jovem Alípio, que tinha preceitos morais muito fortes, sendo levado por amigos para assistir às violentas lutas entre gladiadores na arena. Ele inicialmente resistiu, mantendo os olhos cerrados, mas foi incapaz de se controlar por conta do imenso barulho e, eventualmente, acaba abrindo os olhos. Para seu horror, ele se descobriu gostando do espetáculo e chega a convidar outros amigos para voltar lá posteriormente. Porém, ele acaba se arrependendo e retorna à vida espiritual.
Não há registro sobre a devoção a este assunto antes da data em que ele foi incluído no Martirológio Romano pelo papa Gregório XIII em 1584.